# Северная казна
Банк «Северная казна» — один из крупнейших банков Свердловской области. Существовал в 1992—2011 годах.
Банк был ассоциированным членом Visa и аффилированным членом MasterCard. Штаб квартира располагалась в Екатеринбурге.

## Собственники и руководство
До осени 2008 года основным собственником банка был председатель совета директоров Владимир Фролов. В октябре 2008 года крупнейшим акционером банка стало ОАО «Альфа-банк» (85 %). 1 декабря Альфа-банк объявил о приобретении контрольного пакета «Северной казны», ставшей второй в УрФО сделкой при поддержке Банка России и Агентства по страхованию вкладов во время кризиса.
В рэнкинге «Интерфакс-100» на 1 октября 2008 года банк занимал 67 место по размеру активов (43,1 млрд руб.) и 82 место по размеру собственного капитала (4,1 млрд рублей). Имеет офисы продаж в Екатеринбурге, Челябинске, Магнитогорске, Перми, Тюмени, Санкт-Петербурге, Москве. Основными акционерами банка были председатель совета директоров Владимир Фролов (22,5 %, контролировал более 50 % акций), ЗАО «Урал-Авиа» (19,5 %), шведский инвестфонд East Capital (10 %), ЗАО «Эконометрика» (8,5 %), ЗАО «Строй-Акцент» (7,5 %).
С началом финансового кризиса банк, как и большинство региональных коллег, столкнулась в октябре с дефицитом ликвидности: за октябрь физлица вывели из банка 2,89 млрд руб., просрочка по кредитам физлицам с июля выросла с 99 млн рублей до 115 млн рублей, прибыль за октябрь снизилась по сравнению с сентябрем с 411 млн рублей до 302 млн рублей, Остаток денежных средств на 1 ноября составил 1,63 млрд рублей, средства на счете в Банке России — 1,1 млрд рублей. Для пополнения средств банк получил на аукционе Банка России беззалоговый кредит (3,9 млрд рублей), кредит от Сбербанка (2,5 млрд рублей), а также подал заявку на проведение санации в АСВ.
Предполагалось, что инвестором «Северной казны» могут стать Московский банк реконструкции и развития (входит в АФК «Система»), Промсвязьбанк или ФК «Открытие». Самым вероятным покупателем Владимир Фролов называл «Систему», но в итоге им стал Альфа-банк из-за предпочтения East Capital и возможно более оперативного предоставления денежных средств. Альфа-банк, уже присутствовавший на Урале в виде екатеринбургского филиала, покупка «Северной казны» позволяла расширить региональную экспансию и получить качественный кредитный портфель. В декабре 2008 года банк был санирован через приобритение контрольного пакета.
Первоначальный план санации предусматривал, что Альфа-банк полностью интегрирует «Северную казну» к концу 2009 года. Однако из-за отсутствия возможности решить ряд ключевых вопросов, включая отсутствие договоренностей с миноритарными акционерами, был подан запрос о продлении до 1 апреля. 16 февраля 2010 года главный операционный директор Альфа-банка Валерий Новиков сообщил о плане до 1 апреля принять решение о ликвидации или присоединении банка «Северная казна», что было предусмотрено планом санации.
22 марта 2011 года на внеочередном собрании акционеров было решено присоединить банк к Альфа-банку. 2 июня 2011 года деятельность банка была прекращена.
На момент ликвидации председателем правления банка был Андрей Валерьевич Волчик (занимал должность с 2003 года), председателем совета директоров — Валерий Владимирович Новиков (член правления Альфа-банка).

## Деятельность
Система удаленного банковского обслуживания Интернетбанк ™, разработка которой велась в банке с 2000 года, признавалась информационным ресурсом CNEWS лучшей в России в 2006, 2007 годах.